# Panelus brendelli
Panelus brendelli là một loài bọ cánh cứng trong họ Bọ hung (Scarabaeidae).